# Deflatore del PIL
Il deflatore del PIL è uno strumento che consente di "depurare" la crescita del PIL dall'aumento dei prezzi (ovvero dall'inflazione). 

## Calcolo
Poiché il PIL è dato dal prodotto dei prezzi per le quantità, è utile capire se la variazione da un anno all'altro del PIL è data dalla variazione della quantità prodotta o dalla variazione dei prezzi.
Il deflatore risulta dal rapporto tra il PIL nominale (quantità per prezzi correnti) e il PIL reale (quantità correnti per prezzi costanti), ed è formalmente analogo all'indice di Paasche.
{\displaystyle {\text{Deflatore PIL}}={\frac {\text{PIL nominale}}{\text{PIL reale}}}\times 100={\frac {\sum _{i=1}^{N}p_{it}q_{it}}{\sum _{i=1}^{N}p_{i0}q_{it}}}\times 100}
Per calcolare il deflatore del PIL si può procedere in vari modi: 
- si moltiplicano le quantità prodotte in un anno base (es. anno 1) per i prezzi dell'anno preso in considerazione (es. anno 2).
- si considera un esempio di produzione dello stesso bene per due anni con quantità e prezzi differenti.

Nell'anno 1 si producono 1000 quintali di grano al prezzo di 50 euro, nell'anno 2 si producono 1010 quintali al prezzo di 55 euro, con un ricavo di 50.000 euro nell'anno 1, e di 55.550 euro nell'anno 2, con una variazione percentuale della quantità prodotta pari all'1%.
Si prende come riferimento l'anno 1, l'anno base, in cui l'indice dei prezzi, (il deflatore del PIL) è pari a P1 = 1, quindi si raffrontano i prezzi dell'anno 2, dove l'indice dei prezzi è 
P2 = 55 / 50 = 1,1
Il PIL reale, Q, è uguale al PIL nominale, PxQ, diviso per il deflatore del PIL, P.
Quindi il PIL reale nell'anno 1 è stato uguale a 
50.000 / 1 = 50.000 nell'anno 1,
e a 
55.550 / 1,1 = 50.500 nell'anno 2.
Perciò la crescita del PIL reale, che tiene conto della variazione del livello dei prezzi pari all'1%, è uguale alla crescita della quantità prodotta (passata da 1000 a 1010, l'1%).
La misurazione è resa possibile dall'uso dei numeri indice che consente di rilevare le variazioni dei prezzi. Ad esempio, fatto pari a 100 il numero indice dell'anno base 2004, se si registra che nel 2006 c'è stata una variazione del 2% dell'indice dei prezzi, si può dedurre che il prezzo di un bene che nel 2004 era di 100, nel 2006 è pari a 102.